# Balthasar Fritsch
Balthasar Fritsch (geboren um 1570 in Leipzig; gestorben nach 1608) war ein deutscher Musiker und Komponist.  
Über Balthasar Fritsch ist nahezu nichts außer seinen wenigen überlieferten Werken bekannt, aus denen abgeleitet wird, dass er an der Universität Leipzig studierte, die Violine spielte und vielleicht ein Stadtpfeifer war. 

## Kompositionen
- Primitiae Musicales, Paduanas et Galliardas quas vocant, complures egregias, artificiosissimas et suavissimas complectentes. Frankfurt 1606
- Newe teutsche Gesanng nach Art der welschen Madrigalien mit 5 Stimmen. Leipzig 1608